# Gepard
Gepard (znanstveno ime Acinonyx jubatus) živi v osrednji, vzhodni in južni Afriki in v jugozahodni Aziji. Gepard slovi kot najhitrejši tekač, saj lahko preseže hitrost 100 km/h. Dolg je od 1,1 do 1,5 m, tehta pa 30-65 kg. Lovi manjše antilope in zajce, napade pa lahko tudi druge geparde, če vdrejo na njegovo ozemlje.

## Rod Acinonyx
Danes, rod Acinonyx vsebuje le eno vrsto geparda, Acinonyx jubatus, zelo posebno vrsto mačk. V pliocenu in pleistocenu je v Afriki, Aziji in verjetno tudi v Ameriki živelo še nekaj, sedaj izumrlih vrst.

## Gepard - lovec
Ko se priplazi do osamljenega plena, skoči iz skrivališča in požene žival v beg. Napadi drugih velikih mačk kot je lev, je kombinacija presenečenja, zasede in lova s krdelom.
Gepard zasleduje svojo žival z veliko hitrostjo in jo ujame v eni minuti. Skoči na plen in ga s prednjima šapama potisne na tla.
Gepard svoj plen zadavi, saj z močno čeljustjo stisne sapnik. Nato plen odvleče na varnejše mesto, kjer lahko v miru žre, istočasno pa se skrije pred savanskimi zvermi. Ko gepard teče, lahko naredi skoke, dolge od 6 do 8 metrov

## Ogroženost
V 20. stoletju je bilo v svetu veliko povpraševanje po gepardovih kožuhih. Uporabljali so jih za izdelovanje ženskih plaščev. Za preživetje gepardov pa je še večja grožnja uničevanje habitatov. S tem se zmanjša namreč tudi količina plena. Zaradi lakote pogine veliko mladičev, ugrabijo pa jih tudi večji plenilci. Gepardi so na seznamu ranljivih vrst.